# Averara
Averara je obec v provincii Bergamo v italské Lombardii. Je to jedna z nejmenších a nejméně obydlených obcí v provincii Bergamo.
V sousedství se nacházejí následující obce: Bema, Albaredo per San Marco, Mezzoldo, Olmo al Brembo, Santa Brigida a Gerola Alta.

## Znak
Na znaku Averary jsou dvě cihlové věže a zlatý orel.